# Anton Puchegger

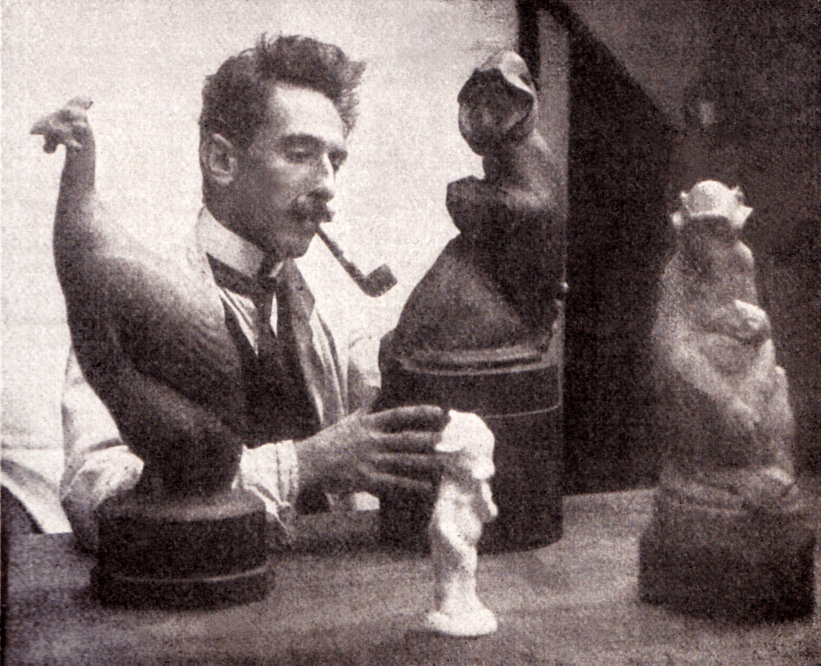
Anton Puchegger in seiner Werkstatt, Berlin um 1914

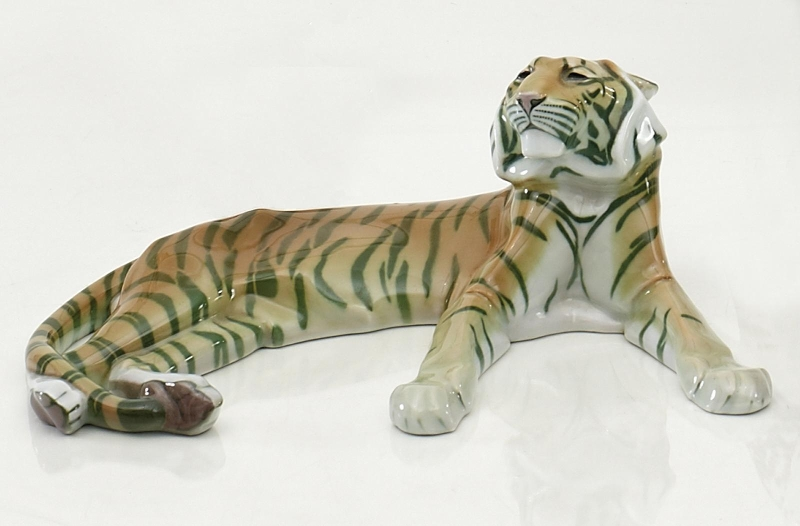
Anton Puchegger, Königstiger

Anton Puchegger (* 7. April 1878 in Payerbach am Semmering; † 25. September 1917 in Davos) war ein österreichischer Tierbildhauer im Übergang vom Jugendstil zum Expressionismus. Den größten Teil seines Werkes schuf er in Berlin.

## Leben
Anton Puchegger wurde 1878 im niederösterreichischen Payerbach am Semmering geboren, er stammte aus einfachen Verhältnissen. Seine Ausbildung zum Künstler wurde durch die finanzielle Unterstützung des Grafen von Wurmbrand-Stuppach ermöglicht. Von 1892 bis 1896 besuchte Puchegger die Holzschnitzerfachschule in Bozen, danach die Akademie der bildenden Künste in Wien. Um 1900 hielt er sich mit einem Stipendium der Wiener Kunstakademie in Paris auf, wo er seine Ausbildung zum Tierbildhauer vollendete.
Nach Österreich zurückgekehrt, leitete Puchegger im Auftrag des Freiherrn von Tinti zwei Jahre lang verschiedene Ausgrabungs- und Restaurierungsarbeiten auf Schloss Schallaburg. 1904 wurde ihm eine Professorenstelle an der Kunstgewerbeschule in Znaim (heute Znojmo, Tschechien) angeboten, die er jedoch ausschlug und stattdessen nach Berlin übersiedelte.
Seit 1905 lebte Anton Puchegger als frei schaffender Künstler in Berlin. Die Modelle für seine Tierskulpturen fand er im Zoologischen Garten Berlin, wo er auch freundschaftliche Kontakte zu dem damaligen Zoodirektor Ludwig Heck knüpfte. 1909 begann eine fruchtbare Zusammenarbeit mit der Königlichen Porzellan-Manufaktur Berlin (KPM), für die Puchegger einen Zyklus von Tierfiguren entwarf. Seit 1910 stellte er seine Werke regelmäßig auf der Großen Berliner Kunstausstellung aus und wurde zunehmend anerkannt. 1915 erwarb die Königliche Nationalgalerie Berlin seine Holzplastik „Uhu“, 1918 die Figur eines „Budeng-Affen“. Anton Puchegger starb 1917 an den Folgen der Lungentuberkulose.

## Werk

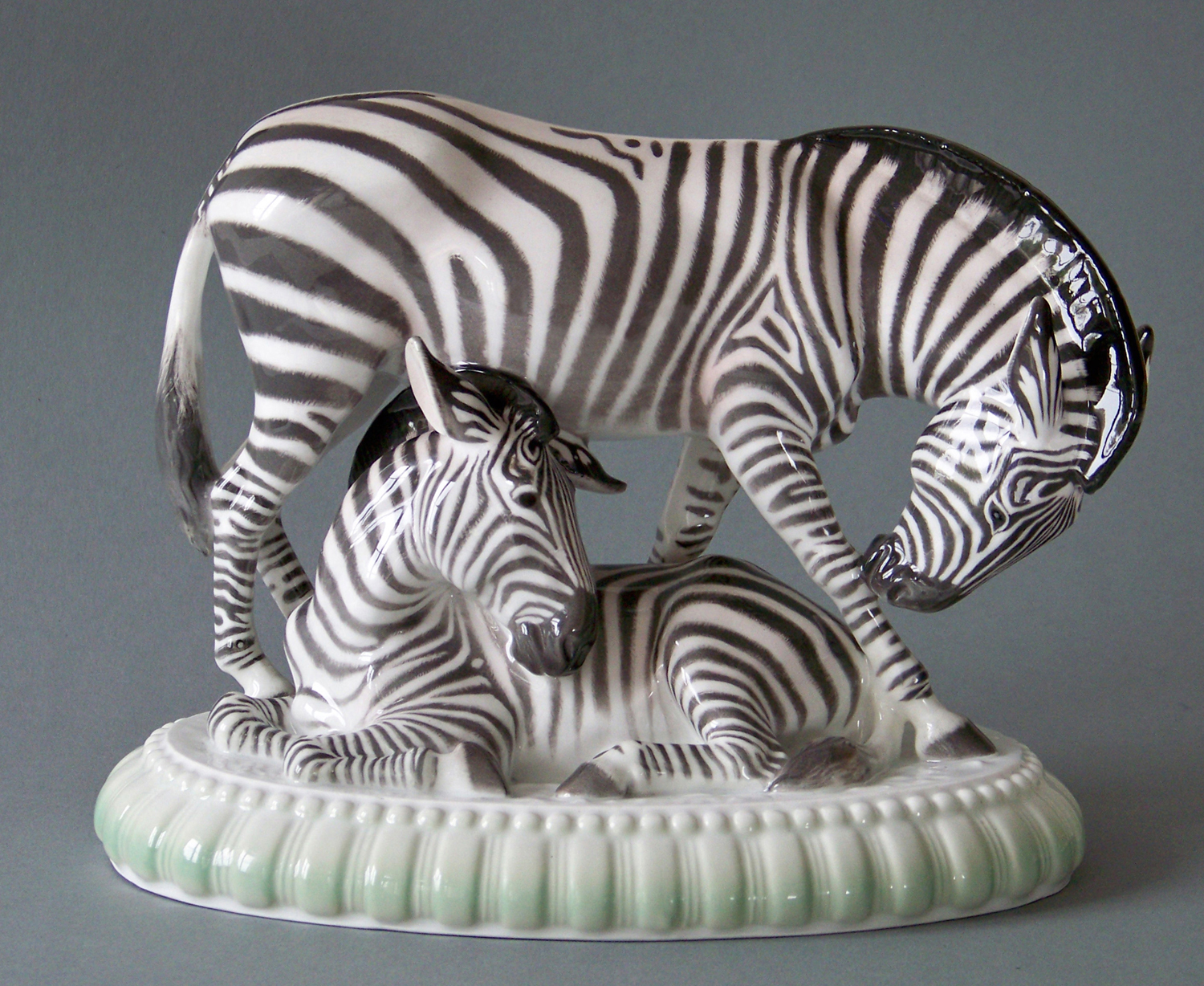
Zebragruppe von Anton Puchegger Entwurf 1912, Bröhan-Museum Berlin

Anton Puchegger arbeitete in verschiedenen bildhauerischen Materialien und Techniken.
Ursprünglich als Holzbildhauer ausgebildet, stellte er diese Kunst zeitlebens in den Mittelpunkt seines Schaffens. Darüber hinaus war er mit Bronzeplastiken und maschinell reproduzierten Steinskulpturen auf dem Kunstmarkt präsent. Großen Erfolg hatte er mit Porzellantierplastiken, die er für die Königliche Porzellan-Manufaktur Berlin (KPM) und die Schwarzburger Werkstätten für Porzellankunst entwarf. Puchegger gestaltete auch kunstgewerbliche Gegenstände wie Lampen, Uhren und Schreibtischgarnituren, u. a. für die Orivit AG.
Im Zentrum seines Werkes stand das Tier – ein Thema, das um die Jahrhundertwende eine große Bedeutung für die moderne Bildhauerkunst erlangte. Puchegger kann im Kontext der neueren Berliner Bildhauerschule gesehen werden, die mit August Gaul und Louis Tuaillon wichtige Positionen der modernen Tierbildhauerei hervorbrachte. Wie August Gaul interessierte sich auch Puchegger vor allem für nicht domestizierte Tiere, die er im Berliner Zoo studieren konnte.
Charakteristisch für Pucheggers Tierplastiken ist die weitgehende, jedoch auf genauer Naturbeobachtung basierende Stilisierung des Tierkörpers. Scharfe Grate und knappe, kantige Volumina kennzeichnen seine Formensprache, die von der Technik des Holzschnitzens geprägt ist. Als Bildhauer und Entwerfer stand Puchegger an der Schwelle zwischen der Naturbegeisterung des Jugendstils und dem Abstraktionsdrang des Expressionismus.

## Rezeption

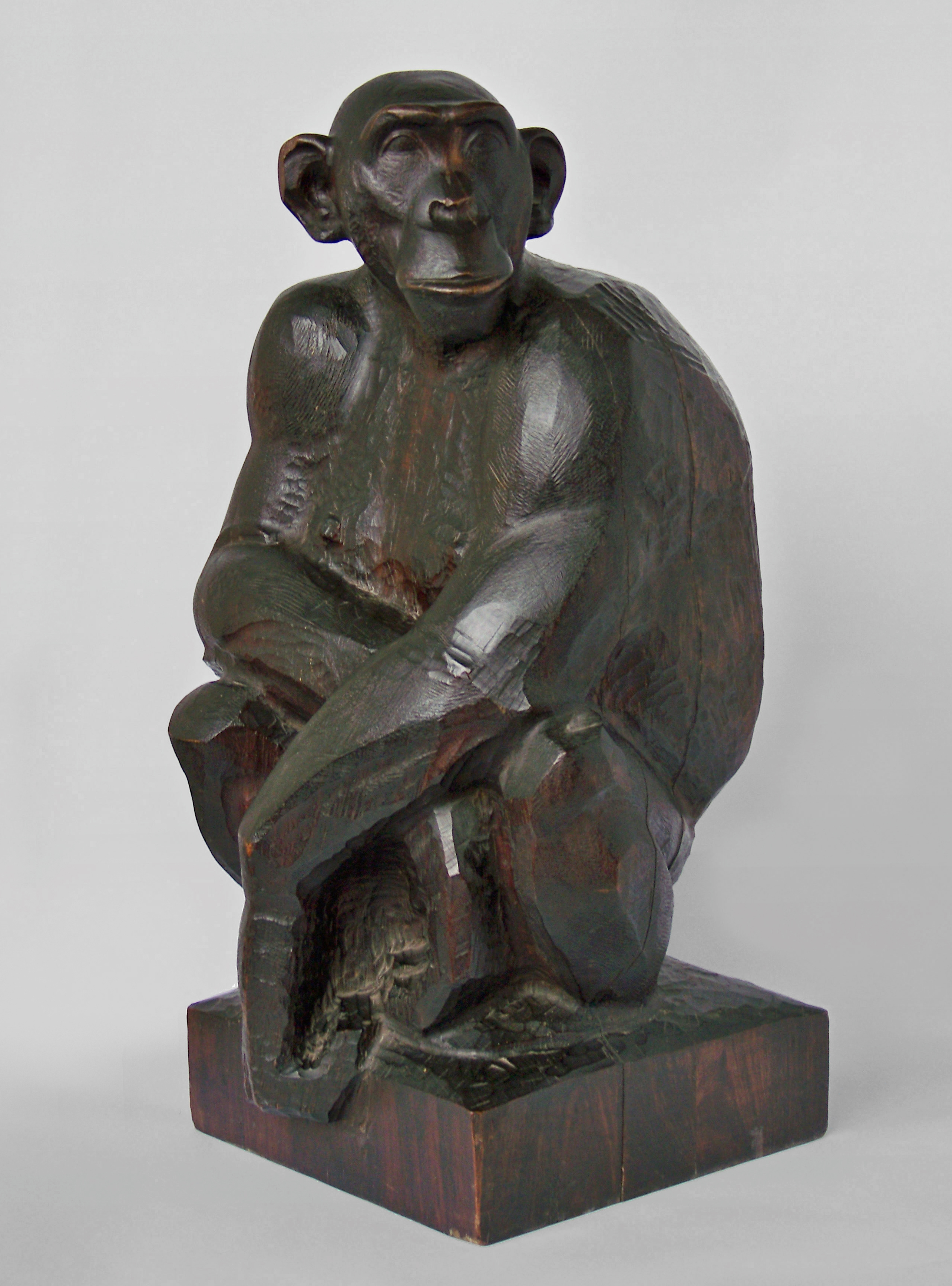
„Missie“ von Anton Puchegger, Alte Nationalgalerie Berlin

Nach seinem frühen Tod ehrte der Verein Berliner Künstler, dem Puchegger 1914 beigetreten war, den Bildhauer mit einer Gedächtnisausstellung im Berliner Künstlerhaus. Anlässlich der Ausstellung „Tierbilder“, die im Februar 1918 eröffnet wurde, kaufte der Preußische Staat noch zwei Holzskulpturen Pucheggers an. Eine davon, das lebensgroße Porträt der Schimpansin Missie (1916/1917), wurde dem Zoologischen Garten überlassen, war dort öffentlich ausgestellt und galt bis zur Wiederauffindung 2011 als im Zweiten Weltkrieg verbrannt. Heute befindet sich die Skulptur in der Alten Nationalgalerie. Der größte Teil seines Nachlasses wurde jedoch in alle Winde zerstreut und so einer musealen Rezeption entzogen.
Eine Ausnahme bilden die Porzellanplastiken, die bis weit in die 1920er Jahre hinein produziert wurden und noch heute bei Sammlern begehrt sind. Als herausragende Beispiele für Porzellantierplastik des Jugendstils haben sie Eingang in zahlreiche Museen gefunden. 2012 widmete das Berliner Bröhan-Museum dem Künstler erstmals eine monographische Ausstellung. Im Rahmen dieser umfangreichen Wiederentdeckung des Künstlers zeigte das Museum neben Porzellanfiguren der KPM und der Schwarzburger Werkstätten auch viele bislang unbekannte Werke des Bildhauers in Holz, Stein und Bronze. Die Alte Nationalgalerie Berlin präsentiert seit 2012 wieder Pucheggers „Budeng-Affen“ in der Schausammlung.